# Trompos cometa

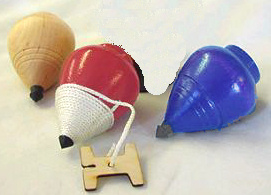
Trompók

A trompos cometa, más néven peonza vagy trompo egy giroszkóp jellegű mexikói játék, a japánok pörgettyűs játékával azonos és egyes feltevések szerint Japánból is származik.

## Használata
A trompos cometa egy olyan pörgettyű ami egy búgócsigához hasonlít. Egy kötél egyik végén egy karika, a másikon pedig egy csillag van. Rá kell tekerni a kötelet, és a hegyével felfelé kell megfogni aztán eldobni, úgy hogy a csillagot nem engedjük el, miközben 90 fokos szögben elfordítjuk a kezünket.

### Peonza fajták
- Mini car
- Orion (kezdőknek ajánlott)
- Franxas
- Diamante
- Cobra
- Super car
- Tornado
- Silver
- Collection
- Azteca
- Angler (világít)
- Dragon
- Spider
- King Cobra
- King Turbo
- Ultimate Car
- Wood King
- The Smoke
- Doom (tesztelő)
- Dollare (nem árusított)
- Alien (limitált)
- Patriot (limitált)
- Cave Monster
- Axxxel
- Platter
- Zebra
- Tornado
- Panther
- Turbo Dragon